# Grand Prix Develi
Der Grand Prix Develi ist ein Straßenradrennen in der Türkei und umfasst ein Rennen für Männer und ein Rennen für Frauen.
Die Eintagesrennen fanden erstmals im Jahr 2020 statt und führen durch den Landkreis Develi in der Provinz Kayseri. Ziel ist das Erciyes Ski Resort auf der Ostseite des Erciyes Dağı. Die Rennen sind in die UCI-Kategorie 1.2 eingestuft. Das Männer-Rennen gehörte bis 2021 zur UCI Europe Tour, ab 2022 ist es Teil der UCI Asia Tour.

## Sieger Frauen
| Jahr | Sieger             | Zweiter              | Dritter        |
| ---- | ------------------ | -------------------- | -------------- |
| 2020 | Laura Toconas      | Anastasia Chursina   | Aigul Gareeva  |
| 2021 | Tatjana Antoschina | Margarita Syradojewa | Marina Varenyk |

## Sieger Männer
| Jahr | Sieger                        | Zweiter             | Dritter          |
| ---- | ----------------------------- | ------------------- | ---------------- |
| 2020 | Anatoliy Budyak               | Oleksandr Holowasch | Andrij Wassyljuk |
| 2021 | Mychajlo Kononenko            | Jeroen Meijers      | Metkel Eyob      |
| 2022 | Sainbajaryn Dschambaldschamts | Witalij Buz         | Yacine Hamza     |